# 和凤镇
和凤镇是中国江苏省南京市溧水区下辖的一个镇。

## 行政区划
和凤镇下辖以下行政区：
双牌石集镇居委会、孔镇社区、毛公埔村、沈家山村、双牌石村、张家村、孙家巷村、沙塘庵村、吴村桥村、孔镇村（原孔镇乡）、乌飞塘村、中扬村、骆山村